# Hermann Wilfarth
Hermann Wilfarth (* 21. Mai 1853 in Hamburg; † 27. November 1904 in Bernburg (Saale)) war ein deutscher Agrikulturchemiker.    

## Leben
Hermann Wilfarth, Sohn eines Großkaufmanns, studierte Chemie in Zürich, Aachen und Leipzig und wurde 1873 an der Universität Rostock mit einer Dissertation über Sulfobenzolamid zum Dr. phil. promoviert. Anschließend war er kurzzeitig als Industrie-Chemiker tätig. 1874 wechselte er zur Landwirtschaft über. Er absolvierte eine praktische Lehrzeit und studierte Landwirtschaft bei Julius Kühn an der Friedrichs-Universität Halle. 1879 übernahm er eine Assistentenstelle an der von J. Fittbogen geleiteten landwirtschaftlichen Versuchsstation in Dahme/Mark. 1882 folgte er Hermann Hellriegel an die neu errichtete Anhaltische Versuchsstation nach Bernburg.
Dort war er an den grundlegenden Versuchen Hellriegels beteiligt, die 1886 zu der Entdeckung führten, dass die Leguminosen mit Hilfe ihrer Knöllchenbakterien den atmosphärischen Stickstoff für ihr Wachstum nutzen können. Nach dem Tode Hermann Hellriegels im Jahre 1895 wurde Wilfarth dessen Amtsnachfolger. Unter Wilfarths Leitung standen an der Bernburger Station Forschungsarbeiten über die Zuckerrübe im Mittelpunkt. Besonders intensiv wurde über das Problem der Herz- und Trockenfäule bei Rüben gearbeitet. Ein weiterer Forschungsschwerpunkt waren Untersuchungen zum Kaliumbedarf bei der Düngung landwirtschaftlicher Kulturpflanzen. In mehreren Beiträgen würdigte Wilfarth das wissenschaftliche Lebenswerk seines Amtsvorgängers Hellriegel.

## Publikationen
- mit Hermann Hellriegel: Untersuchungen über die Stickstoffnahrung der Gramineen und Leguminosen. Beilageheft zu der Zeitschrift des Vereins der Rübenzucker-Industrie des Deutschen Reichs 38 (1888).
- Hermann Hellriegel †. Die landwirtschaftlichen Versuchs-Stationen Bd. 46, 1896, S. 1–8.